# Liste der Kulturgüter in Thundorf
Die Liste der Kulturgüter in Thundorf enthält alle Objekte in der Gemeinde Thundorf im Kanton Thurgau, die gemäss der Haager Konvention zum Schutz von Kulturgut bei bewaffneten Konflikten, dem Bundesgesetz vom 20. Juni 2014 über den Schutz der Kulturgüter bei bewaffneten Konflikten sowie der Verordnung vom 29. Oktober 2014 über den Schutz der Kulturgüter bei bewaffneten Konflikten unter Schutz stehen.
Objekte der Kategorie A sind im Gemeindegebiet nicht ausgewiesen, Objekte der Kategorie B sind vollständig in der Liste enthalten, Objekte der Kategorie C fehlen zurzeit (Stand: 1. Januar 2023).

## Kulturgüter
| Foto |                                                                                        | Objekt                                                      | Kat. | Typ | Standort                                   | Beschreibung |
| ---- | -------------------------------------------------------------------------------------- | ----------------------------------------------------------- | ---- | --- | ------------------------------------------ | ------------ |
| ja   | Datei hochladen · Wikidata zu Reformierte Kirche St. Peter (Q29883432)                 | Reformierte Kirche St. Peter KGS-Nr.: 05180                 | B    | G   | Kirchberg 714284 / 267646                  |              |
| ja   | Datei hochladen · Wikidata zu Reformierte Kirche St. Afra und St. Nikolaus (Q29883430) | Reformierte Kirche St. Afra und St. Nikolaus KGS-Nr.: 13832 | B    | G   | Lustdorf, Kirchstrasse 2.1 716509 / 267776 |              |
| ja   | Datei hochladen · Wikidata zu Stählibuckturm (Q1613372)                                | Stählibuckturm KGS-Nr.: 13833                               | B    | G   | Stählibuck 712984 / 267538                 |              |
| ja   | Datei hochladen · Wikidata zu Ruine Spiegelberg (Q88645564)                            | Spiegelberg, mittelalterliche Burgstelle KGS-Nr.: 13888     | B    | F   | Spiegelberg 717150 / 265720                |              |